# Isla Invisible
La isla Invisible (en inglés: Invisible Island) es una isla pequeña, cubierta con tussok, situada justo al sureste de la isla Media Luna y la isla Mollyhawk en la Bahía de las Islas, Georgia del Sur. Fue trazada en 1912-1913 por Robert Cushman Murphy, un naturalista estadounidense a bordo del bergantín Daisy, y probablemente fue nombrado por el personal de Investigaciones Discovery que encuestaron la bahía de las Islas en 1929-30.
La isla es administrada por el Reino Unido como parte del territorio de ultramar de las Islas Georgias del Sur y Sandwich del Sur, pero también es reclamada por la República Argentina que la considera parte del departamento Islas del Atlántico Sur dentro de la provincia de Tierra del Fuego, Antártida e Islas del Atlántico Sur.